# Trastorno hipercinético
El trastorno hipercinético (también conocido como trastorno hiperquinético) fue la denominación de un trastorno psiquiátrico del neurodesarrollo, que se pensaba aparecía en la infancia temprana. Sus características incluían un patrón persistente de síntomas severos e inapropiados para desarrollo, tales como falta de atención, hiperactividad e impulsividad observados en diferentes contextos (por ejemplo, el hogar y la escuela), que perjudicaban significativamente el rendimiento académico, social y laboral.
Este trastorno estaba clasificado en la CIE-10 de la Organización Mundial de la Salud y era muy similar a la "presentación combinada" del trastorno por déficit de atención con hiperactividad del DSM-5 de la Asociación Americana de Psiquiatría. Sin embargo, la CIE-11 ya no incluye el trastorno hipercinético, siendo este sustituido por el trastorno por déficit de atención con hiperactividad (TDAH).

## Síntomas
Las personas hipercinéticas mostraban un nivel de actividad desorganizado, mal controlado y excesivo; carecían de perseverancia en las tareas que requerían razonamiento y atención y tendían a pasar de una actividad a otra sin completar ninguna. Con frecuencia eran propensos a los accidentes, imprudentes e impulsivos y podían incumplir las normas de forma irreflexiva (pero no desafiante). El deterioro cognitivo y el retraso en el desarrollo motor y del lenguaje eran más frecuentes en este grupo que en la población general, y podían experimentar una baja autoestima e incurrir en conductas disociales como consecuencia del trastorno.
Mientras que los niños hipercinéticos solían ser incautos y poco reservados con los adultos, es posible que se aislaran y fueran poco populares entre los demás niños.

## Diagnóstico
Aunque los criterios de la Asociación Americana de Psiquiatría para el Trastorno por déficit de atención con hiperactividad (TDAH) y los criterios de la Organización Mundial de la Salud para el trastorno hipercinético enumeran cada uno un conjunto muy similar de 18 síntomas, las diferentes normas que regulan el diagnóstico implican que el trastorno hipercinético presenta un mayor deterioro y más dificultades para controlar los impulsos que el TDAH típico, por lo que se asemeja más a un caso grave de TDAH de tipo combinado.
A diferencia del TDAH, el diagnóstico de trastorno hipercinético requería que el especialista médico observara directamente los síntomas (en lugar de basarse únicamente en informes de padres y profesores), que el inicio se produjera a los 6 años y no a los 7, y que al menos seis síntomas de falta de atención, tres de hiperactividad y uno de impulsividad estuvieran presentes en dos o más contextos. Aunque el TDAH puede existir en comorbilidad con manía o con un trastorno depresivo o de ansiedad, la presencia de uno de ellos descarta el diagnóstico de trastorno hipercinético. La mayoría de los casos de trastorno hipercinético suelen cumplir los criterios más generales del TDAH.
El trastorno hipercinético también se presentaba a veces en comorbilidad con el trastorno de conducta, en cuyo caso el diagnóstico era trastorno de conducta hipercinético.

## Epidemiología
Se pensaba que la tasa en niños en edad escolar era de alrededor del 1,5%, frente a una estimación del 5,3% para el TDAH.

## Tratamiento
Una vez que el paciente y la familia hubieran sido informados sobre la naturaleza, gestión y tratamiento del trastorno, y tras haberse tomado la decisión de tratarlo, el Grupo Europeo de Directrices sobre el TDAH (European ADHD Guidelines group) recomendaba como primer enfoque terapéutico la medicación en lugar del entrenamiento conductual. Asimismo, el Instituto Nacional para la Salud y la Excelencia Clínica del Reino Unido recomendaba la medicación como tratamiento de primera línea para las personas con hipercinesia o TDAH grave, así como la formación grupal de los padres en todos los casos de TDAH.